# Charlottendorf Ost
Charlottendorf Ost ist ein Ortsteil der Gemeinde Wardenburg im niedersächsischen Landkreis Oldenburg. Namensgeberin des Ortes war Sophie Charlotte von Oldenburg (1879–1964).

## Geografie und Verkehrsanbindung
Charlottendorf Ost liegt südwestlich des Kernbereichs von Wardenburg zwischen der westlich fließenden Lethe und der östlich verlaufenden Landesstraße L 870. Es liegt östlich von Charlottendorf West.
Das 185 ha große Naturschutzgebiet Böseler Moor liegt nordwestlich und das 201 ha große Naturschutzgebiet Sager Meere, Kleiner Sand und Heumoor südwestlich.
Östlich verläuft die A 29 und fließt die Hunte.